# Greater Sudbury Airport
Greater Sudbury Airport är en flygplats i Kanada.   Den ligger i provinsen Ontario, i den sydöstra delen av landet, 400 km väster om huvudstaden Ottawa. Greater Sudbury Airport ligger 347 meter över havet.
Terrängen runt Greater Sudbury Airport är huvudsakligen platt. Greater Sudbury Airport ligger uppe på en höjd. Runt Greater Sudbury Airport är det ganska glesbefolkat, med 31 invånare per kvadratkilometer.. 
Omgivningarna runt Greater Sudbury Airport är en mosaik av jordbruksmark och naturlig växtlighet.